# 河口瑛将
過去河 諦（かこがわ あきら、1998年10月6日 - ）は、日本の俳優、元子役。フリー。

## 出演

### テレビドラマ
- 自治会長・糸井緋芽子社宅の事件簿 第7話（2006年、TBS）
- 末っ子長男姉三人（2003年、TBS）高木悟 役
- 菊亭八百善の人びと（2004年、NHK総合）
- まるまるちびまる子ちゃん（2007年 - 2008年、フジテレビ）ブー太郎（富田太郎） 役
- わたしが子どもだったころ 「ジミー大西」篇（2008年、NHK BShi）
- 時々迷々（2009年、NHK教育）大石哲多 役
- 佐賀のがばいばあちゃん2 （2010年2月20日、フジテレビ）しげる 役
- 贖罪 第2話（2012年1月15日、WOWOW）
- 夢の見つけ方教えたる！2

### 映画
- アルゼンチンババア（2007年）
- 鈍獣（2009年）
- だいじょうぶ3組（2013年）西野瑛将 役
- 14の夜（2016年）竹内剛 役

### CM
- 伊藤園
- ライオン　バルサン
- ミスタードーナツ
- 東京都トラック協会

### 吹き替え
- 製パン王 キム・タック（2011年、フジテレビ）ギマン 役
- 魔法使いの弟子